# Sean Thornton
Sean Thornton (Drogheda, Irlanda, 18 de mayo de 1983) es un exfutbolista irlandés. Jugaba de Mediocampista y su último equipo fue el Drogheda United Football Club de Irlanda. 

## Clubes
| Club                           | País       | Año         | Goles |
| ------------------------------ | ---------- | ----------- | ----- |
| Tranmere Rovers                | Inglaterra | 2001 - 2002 | 1     |
| Sunderland                     | Inglaterra | 2002 - 2005 | 9     |
| →Blackpool Football Club       | Inglaterra | 2002        | 0     |
| Doncaster Rovers               | Inglaterra | 2005 - 2007 | 2     |
| Leyton Orient F.C.             | Inglaterra | 2007        | 12    |
| Shrewsbury Town                | Inglaterra | 2008        | 1     |
| Aberystwyth Town Football Club | Gales      | 2011 - 2013 | 8     |
| Conwy Borough Football Club    | Gales      | 2013        | 3     |
| Bala Town Football Club        | Gales      | 2014        | 0     |
| Drogheda United Football Club  | Irlanda    | 2015 - 2017 | 11    |

- Datos: Q7441492